# Salaire décent
 (août 2008).
Si vous disposez d'ouvrages ou d'articles de référence ou si vous connaissez des sites web de qualité traitant du thème abordé ici, merci de compléter l'article en donnant les références utiles à sa vérifiabilité et en les liant à la section « Notes et références ».
Le salaire décent ou salaire de subsistance est le salaire minimal dont a besoin un travailleur pour pouvoir vivre.

## Histoire
Le salaire de subsistance est une notion créée par Ferdinand Lassalle. Elle est parfois attribuée à tort à Karl Marx, qui, dans Le Capital, développe sa propre théorie du salaire de subsistance. Le terme de "salaire décent" tend à remplacer celui de "salaire de subsistance".

## Concept
Le concept de salaire de subsistance a été créé pour expliquer la condition de la classe ouvrière. Il s'agit du salaire versé au travailleur de manière à lui assurer sa survie. Chez Marx, le salaire de subsistance est lié à une réflexion sur la démographie et son lien avec les salaires : le salaire de subsistance est le salaire plancher qui permet le renouvellement de la force de travail, c'est-à-dire la possibilité pour le prolétaire de se reproduire. Il suffit donc qu'il permette l'accès à un toit et à un minimum de nourriture. Il exclut toute satisfaction d'autres besoins tel que l'accès à la culture, à l'épargne ou à toute forme de luxe.